# Rana

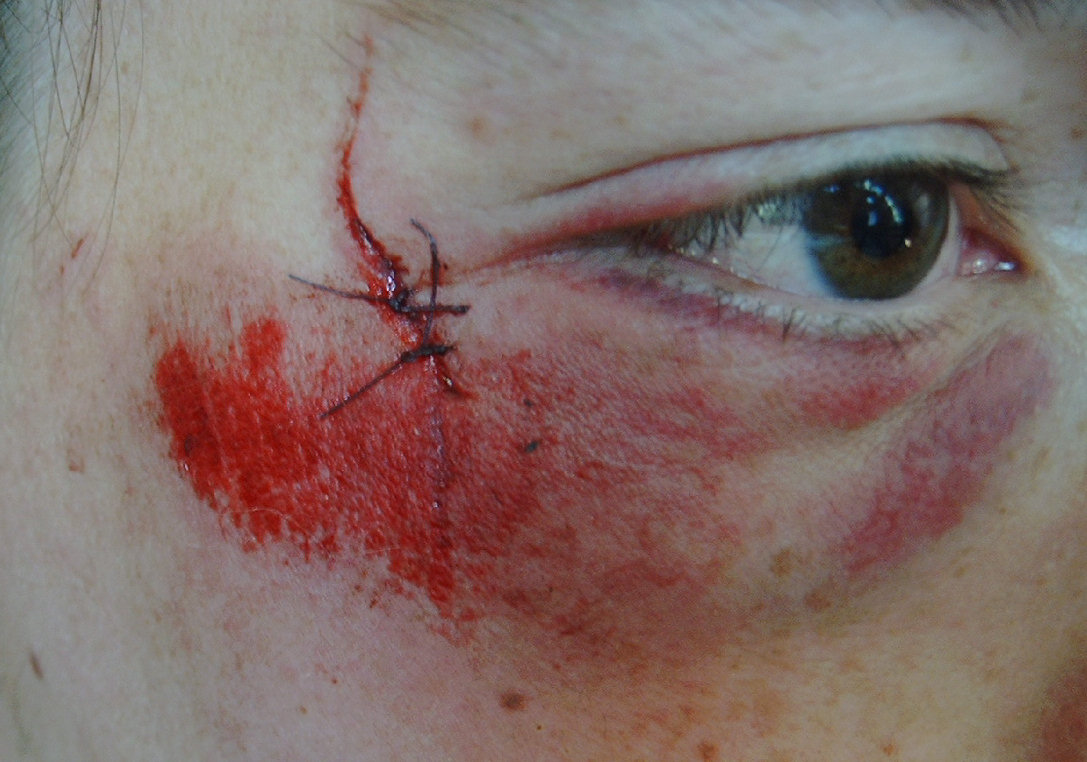
Opatrzona chirurgicznie rana i krwiak po uszkodzeniu przez oprawki okularów.

Szwy chirurgiczne

Rana (łac. vulnus) – przerwanie anatomicznej ciągłości tkanek lub ich uszkodzenie pod wpływem czynnika uszkadzającego. Czynnikiem powodującym powstanie rany może być różnego typu uraz lub proces chorobowy, w tym niedokrwienie tętnicze, niewydolność żylna, zakażenia, zmiany troficzne (odleżyna).
W zależności od sposobu działania siły, mechanizmu jej działania, rozróżnia się klasyczne typy rany: cięte, kłute, postrzałowe, tłuczone, szarpane, kąsane. Często uszkodzeniom skóry i naskórka towarzyszą uszkodzenia tkanek głębiej położonych: powięzi, mięśni, naczyń krwionośnych, nerwów, ścięgien, kości, stawów. Obecność dodatkowych uszkodzeń ma istotne znaczenie dla procesu gojenia rany. Uraz o niedużej sile może nie uszkodzić wszystkich warstw skóry, uszkadzając tylko jej powierzchniową warstwę – naskórek – powodując powstanie otarcia lub wywołując stłuczenie tkanek.
Najczęściej rana powstaje w wyniku działania ostrego przedmiotu – noża, ostrza – wtedy rana ma równe brzegi. Tkanka podskórna może być również niekiedy przecięta. Czasami dochodzi do uszkodzenia głębiej położonych struktur. Jeżeli nie dojdzie do poważniejszej infekcji, to powierzchowna rana cięta jest tym typem rany, który goi się najlepiej. Dzieje się tak dlatego, że tkanki sąsiadujące z raną nie są uszkodzone.
Rana tłuczona powstaje w wyniku działania tępego przedmiotu. Oprócz przerwania ciągłości skóry dochodzi do zmiażdżenia tkanek przyległych do rany. Zmiażdżone tkanki ulegają martwicy, martwe tkanki muszą zostać wchłonięte i wypełnione tkanką bliznowatą. Proces gojenia takiej rany jest długi i zagrożony infekcją. Rany szarpane również goją się gorzej z podobnych powodów.

## Etapy gojenia

Gojenie rany przez rychłozrost

Gojenie rany przez ziarninowanie

1. Krzepnięcie krwi: W ciągu pierwszych kilku minut urazu płytki krwi zaczynają przyklejać się do uszkodzonego miejsca. To aktywuje płytki krwi, które zmieniając się w amorficzny kształt, bardziej odpowiedni do krzepnięcia i uwalniając sygnały chemiczne, inicjują krzepnięcie. Następuje aktywacja kaskady enzymów odpowiedzialnych za krzepnięcie krwi i w efekcie dochodzi do polimeryzacji fibrynogenu. Powoduje to aktywację fibryny, która tworzy swoistą siatkę. To sprawia, że skrzep, który służy do zatkania pęknięcia naczynia krwionośnego, spowalnia lub zapobiega dalszemu krwawieniu.
2. Miejscowy stan zapalny: Podczas tej fazy uszkodzone i martwe komórki są usuwane wraz z bakteriami i innymi patogenami. Dzieje się tak w procesie fagocytozy, w której białe krwinki „zjadają” pozostałe szczątki, pochłaniając je. Płytkowe czynniki wzrostu są uwalniane do rany, które powodują migrację i podział komórek podczas fazy proliferacyjnej.
3. Proliferacja: W tej fazie zachodzi angiogeneza, odkładanie kolagenu, tworzenie się ziarniny i skurcz rany. W angiogenezie, komórki śródbłonka naczyniowego tworzą nowe naczynia krwionośne. Dochodzi do fibroplazji, a fibroblasty rosną i tworzą nową, tymczasową macierz zewnątrzkomórkową przez wydalanie kolagenu i fibronektyny. W skurczu rany miofibroblasty zmniejszają wielkość rany, chwytając brzegi rany i kurcząc się, stosując tym samym mechanizm przypominający skurcze mięśni gładkich. Gdy komórki osiągają swój cel, stają się niepotrzebne i ulegają apoptozie.
4. Przebudowa: Podczas przebudowy dochodzi do dojrzewania komórek. Kolagen jest wyrównywany wzdłuż linii napięcia, a komórki, które nie są już potrzebne, są usuwane przez zaprogramowaną śmierć komórki lub apoptozę.

Gojenie rany pod strupem

## Podział gojenia
Skóra może goić się przez regenerację (bez wytworzenia blizny; u ssaków możliwe jedynie w życiu płodowym) lub przez reparację (z wytworzeniem blizny).

### Gojenie pierwotne
Rana może goić się pierwotnie przez rychłozrost (łac. per primam intentionem) – jest to najkorzystniejszy sposób gojenia ran. Podstawową zaletą gojenia pierwotnego jest odtworzenie ciągłości skóry, które nie pociąga za sobą utraty tkanki. W tym procesie krawędzie rany są łączone, a zamknięcie rany wykonuje się za pomocą szwów, zszywek, taśmy chirurgicznej lub kleju chirurgicznego.
Rychłozrost może być realizowany tylko wtedy, gdy rana jest precyzyjna i występuje minimalne zakłócenie w lokalnej tkance i nabłonkowej błonie podstawnej, np. nacięcie chirurgiczne. Ten proces jest szybszy niż gojenie wtórne, a ponadto istnieje mała szansa na widoczne bliznowacenie, ponieważ nie ma dużych strat tkanki do wypełnienia tkanką ziarninową.

### Gojenie wtórne
Gojenie wtórne przez ziarninowanie (łac. per secundam intentionem) jest dłuższym procesem i ma miejsce wtedy, gdy z różnych powodów nie jest możliwe pierwotne gojenie rany. Ma to najczęściej miejsce wtedy, gdy rana powstała w wyniku poważnego urazu, w którym nastąpiła znaczna utrata tkanki lub trwałe uszkodzenie tkanki.
Ten sposób gojenia się ran ma miejsce wtedy, gdy na dnie rany powstaje ziarnina z wrastających naczyń krwionośnych. Ziarnina jest podłożem do regeneracji powierzchownych warstw skóry i naskórka, który narasta z brzegów rany na ziarninę. Gojenie wtórne wymaga starannej pielęgnacji i częstych zmian opatrunków, a proces ziarninowania skutkuje szerszą i widoczną blizną, niekiedy objawiającą się zmianami w zabarwieniu skóry.

## Pierwsza pomoc
Pierwsza pomoc polega na założeniu jałowego opatrunku, a w przypadku rany wyraźnie zabrudzonej przemycie jej za pomocą soli fizjologicznej. Na rany krwawiące zakłada się jałową gazę (nie stosujemy ligniny oraz waty) i opatrunek uciskający (niezaciskający!). W przypadku masywnego krwotoku zewnętrznego, który może zostać zaopatrzony jedynie kwalifikowaną pomoc, należy ucisnąć miejsce krwawienia i jak najszybciej dostarczyć osobę poszkodowaną do miejsca, w którym może taka pomoc zostać udzielona w warunkach sali operacyjnej (np. szpitalny oddział ratunkowy (SOR)).

## Leczenie ran

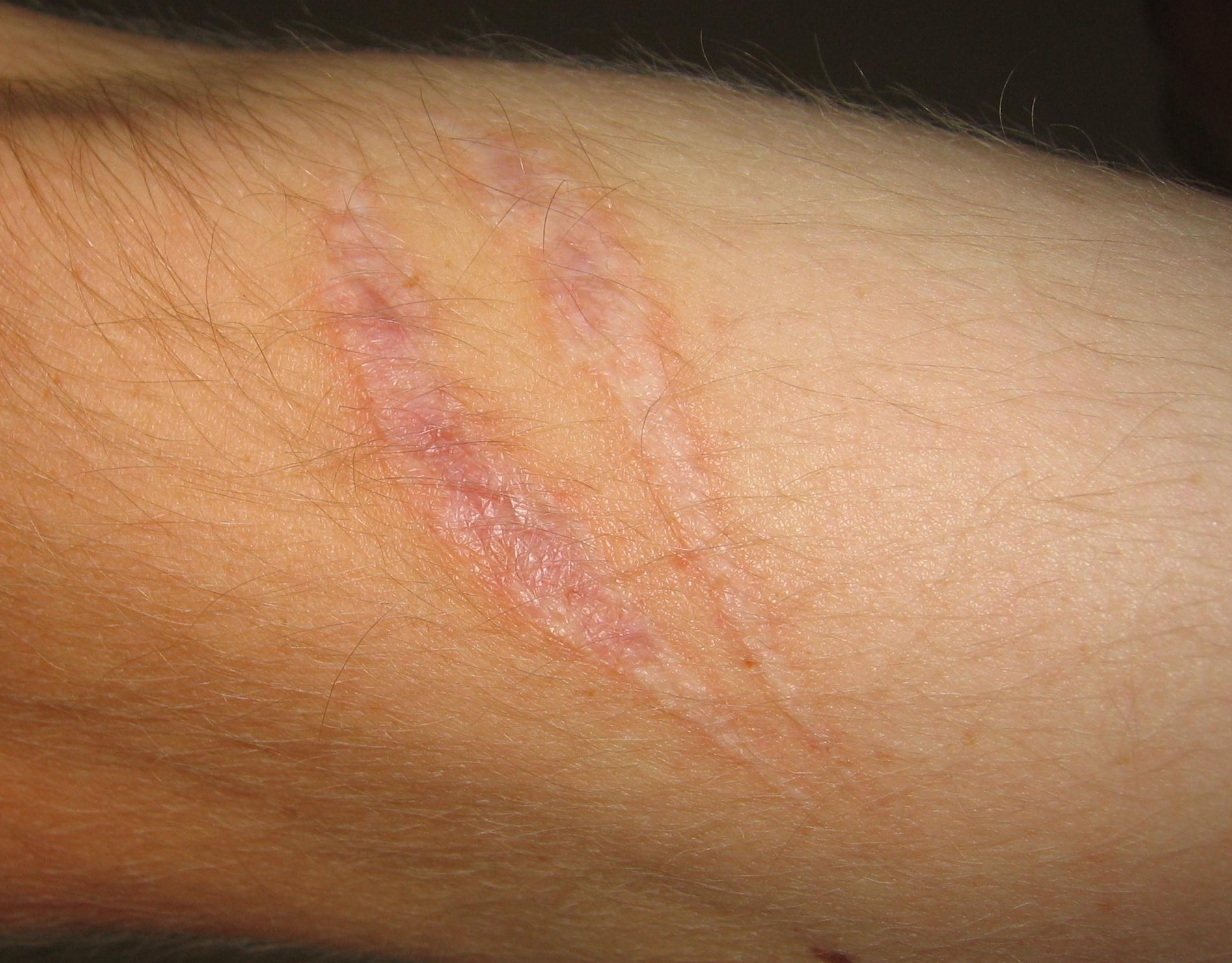
Blizna po wygojeniu rany

Sposób leczenia jest zależne od wielkości rany i ryzyka jej zakażenia. Skórę wokół rany obmywa się środkiem dezynfekującym, następnie samą ranę przemywa się solą fizjologiczną. Zapobiegawczo antybiotyki podaje się, gdy rana jest zanieczyszczona i gdy występują tkanki martwicze. Jeśli to konieczne zakłada się szew pierwotny, który może być założony na ranę świeżą, bez ryzyka zakażenia, do 12 godzin od urazu lub po wycięciu rany. Jeśli rana goi się prawidłowo to w ciągu 7–10 dni dochodzi do jej zagojenia. Na rany zabrudzone zakłada się szew pierwotny odroczony – jest to założony, ale nie zawiązany szew. Ranę znacznie zabrudzoną pozostawia się otwartą, z ewentualnym późniejszym wycięciem rany lub ranę wycina się w granicach zdrowych tkanek, aby przyspieszyć jej gojenie.

## Łacińskie nazwy ran
- vulnera – rany (l. mn.)
- vulnus apertum – rana otwarta
- vulnus caesum, vulnus scissum – rana rąbana
- vulnus conquassatum – rana miażdżona
- vulnus contusum – rana tłuczona
- vulnus ictum – rana kłuta
- vulnus incisivum, vulnus sectum – rana cięta
- vulnus lobatum – rana płatowa
- vulnus laceratum – rana szarpana
- vulnus morsum – rana kąsana, rana gryziona
- vulnus occultum – rana ukryta, rana wewnętrzna
- vulnus perforans, vulnus penetrans – rana drążąca
- vulnus sclopetarium – rana postrzałowa
- vulnus transfigens – rana przeszywająca, rana przenikająca na wylot
- vulnusculum – mała rana, ranka, draśnięcie, otarcie
- vulnus veneatum – rana zatruta